# Grand Prix automobile de Grande-Bretagne 2009
GP précédent GP suivant
Le Grand Prix automobile de Grande-Bretagne 2009 (2009 Formula 1 Santander British Grand Prix), disputé sur le circuit de Silverstone le 21 juin 2009, est la 811e épreuve du championnat du monde de Formule 1 courue depuis 1950 et la huitième manche du championnat 2009.

## Essais libres

### Vendredi matin
| Pos | Pilote             | Voiture          | Chrono         | Écart   |
| --- | ------------------ | ---------------- | -------------- | ------- |
| 1   | Sebastian Vettel   | Red Bull-Renault | 1 min 19 s 400 |         |
| 2   | Mark Webber        | Red Bull-Renault | 1 min 19 s 682 | 0 s 282 |
| 3   | Jenson Button      | Brawn-Mercedes   | 1 min 20 s 227 | 0 s 827 |
| 4   | Rubens Barrichello | Brawn-Mercedes   | 1 min 20 s 242 | 0 s 842 |
| 5   | Fernando Alonso    | Renault          | 1 min 20 s 458 | 1 s 058 |
| 6   | Felipe Massa       | Ferrari          | 1 min 20 s 471 | 1 s 071 |

### Vendredi après-midi
| Pos | Pilote             | Voiture              | Chrono         | Écart   |
| --- | ------------------ | -------------------- | -------------- | ------- |
| 1   | Sebastian Vettel   | Red Bull-Renault     | 1 min 19 s 456 |         |
| 2   | Mark Webber        | Red Bull-Renault     | 1 min 19 s 597 | 0 s 141 |
| 3   | Adrian Sutil       | Force India-Mercedes | 1 min 20 s 141 | 0 s 685 |
| 4   | Rubens Barrichello | Brawn-Mercedes       | 1 min 20 s 209 | 0 s 753 |
| 5   | Fernando Alonso    | Renault              | 1 min 20 s 237 | 0 s 781 |
| 6   | Rubens Barrichello | Brawn-Mercedes       | 1 min 20 s 244 | 0 s 788 |

### Samedi matin
| Pos | Pilote           | Voiture          | Chrono         | Écart   |
| --- | ---------------- | ---------------- | -------------- | ------- |
| 1   | Nico Rosberg     | Williams-Toyota  | 1 min 18 s 899 |         |
| 2   | Kazuki Nakajima  | Williams-Toyota  | 1 min 19 s 102 | 0 s 203 |
| 3   | Jarno Trulli     | Toyota           | 1 min 19 s 125 | 0 s 226 |
| 4   | Sebastian Vettel | Red Bull-Renault | 1 min 19 s 371 | 0 s 472 |
| 5   | Felipe Massa     | Ferrari          | 1 min 19 s 593 | 0 s 694 |
| 6   | Kimi Räikkönen   | Ferrari          | 1 min 19 s 855 | 0 s 956 |

## Grille de départ
| Pos | Pilote                | Écurie               | Qualifications 1 | Qualifications 2 | Qualifications 3 | Poids des monoplaces |
| --- | --------------------- | -------------------- | ---------------- | ---------------- | ---------------- | -------------------- |
| 1   | Sebastian Vettel      | Red Bull-Renault     | 1 min 18 s 685   | 1 min 18 s 119   | 1 min 19 s 509   | 666,5 kg             |
| 2   | Rubens Barrichello    | Brawn-Mercedes       | 1 min 19 s 325   | 1 min 18 s 335   | 1 min 19 s 856   | 657,5 kg             |
| 3   | Mark Webber           | Red Bull-Renault     | 1 min 18 s 674   | 1 min 18 s 256   | 1 min 19 s 868   | 659,5 kg             |
| 4   | Jarno Trulli          | Toyota               | 1 min 18 s 886   | 1 min 18 s 240   | 1 min 20 s 091   | 658,0 kg             |
| 5   | Kazuki Nakajima       | Williams-Toyota      | 1 min 18 s 530   | 1 min 18 s 575   | 1 min 20 s 216   | 652,5 kg             |
| 6   | Jenson Button         | Brawn-Mercedes       | 1 min 18 s 957   | 1 min 18 s 663   | 1 min 20 s 289   | 652,5 kg             |
| 7   | Nico Rosberg          | Williams-Toyota      | 1 min 19 s 228   | 1 min 18 s 591   | 1 min 20 s 361   | 661,5 kg             |
| 8   | Timo Glock            | Toyota               | 1 min 19 s 198   | 1 min 18 s 791   | 1 min 20 s 490   | 660,0 kg             |
| 9   | Kimi RäikkönenSREC    | Ferrari              | 1 min 19 s 010   | 1 min 18 s 566   | 1 min 20 s 715   | 654,0 kg             |
| 10  | Fernando Alonso       | Renault              | 1 min 19 s 167   | 1 min 18 s 761   | 1 min 20 s 741   | 654,0 kg             |
| 11  | Felipe MassaSREC      | Ferrari              | 1 min 19 s 148   | 1 min 18 s 927   |                  | 675,0 kg             |
| 12  | Robert Kubica         | BMW Sauber           | 1 min 19 s 730   | 1 min 19 s 308   |                  | 689,5 kg             |
| 13  | Heikki KovalainenSREC | McLaren-Mercedes     | 1 min 19 s 732   | 1 min 19 s 353   |                  | 695,5 kg             |
| 14  | Nelsinho Piquet       | Renault              | 1 min 19 s 555   | 1 min 19 s 392   |                  | 682,5 kg             |
| 15  | Nick Heidfeld         | BMW Sauber           | 1 min 19 s 559   | 1 min 19 s 448   |                  | 665,5 kg             |
| 16  | Giancarlo Fisichella  | Force India-Mercedes | 1 min 19 s 802   |                  |                  | 668,0 kg             |
| 17  | Sébastien Bourdais    | Toro Rosso-Ferrari   | 1 min 19 s 898   |                  |                  | 687,5 kg             |
| 18  | Lewis Hamilton        | McLaren-Mercedes     | 1 min 19 s 917   |                  |                  | 666,0 kg             |
| 19  | Sebastien Buemi       | Toro Rosso-Ferrari   | 1 min 20 s 236   |                  |                  | 672,5 kg             |
| 20  | Adrian Sutil          | Force India-Mercedes | 1 min 19 s 909   |                  |                  | 692,0 kg             |

- Les pilotes prenant part aux essais avec le SREC sont signalés par la mention SREC.
- La séance Q1 a été interrompue à 26 secondes de son terme à la suite de la violente sortie de piste d'Adrian Sutil.
- Adrian Sutil ayant détruit sa voiture lors de la Q1 prend le départ avec une nouvelle monoplace et est rétrogradé à la 20e et dernière place sur la grille.

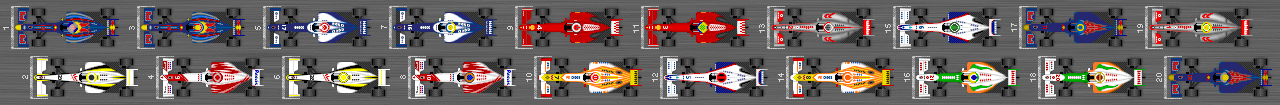
La grille de départ du Grand Prix.

## Course

### Déroulement de l'épreuve

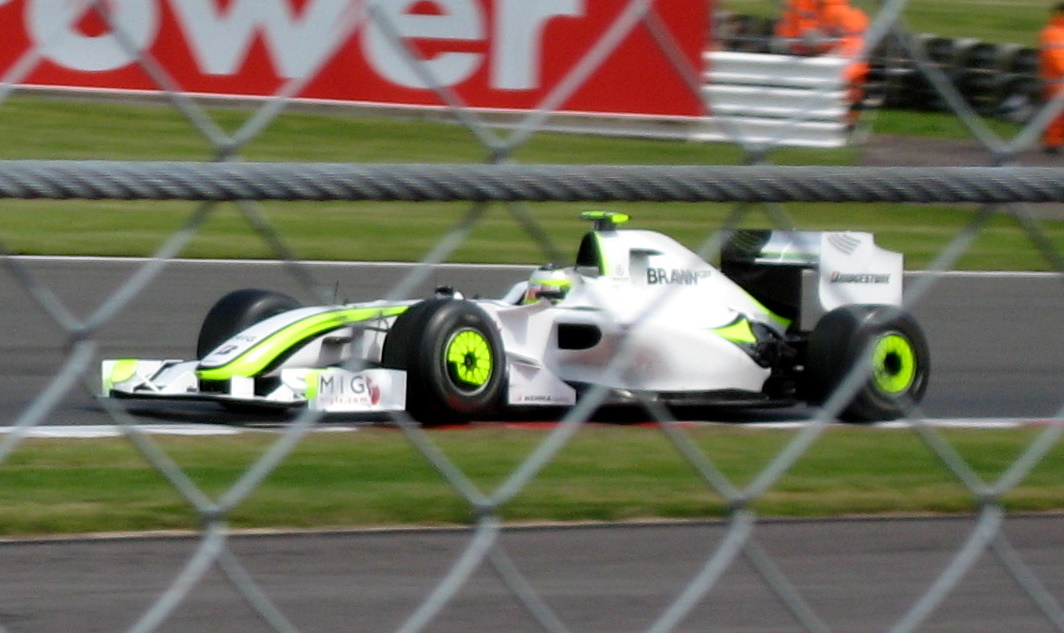
Barrichello se classe troisième du Grand Prix

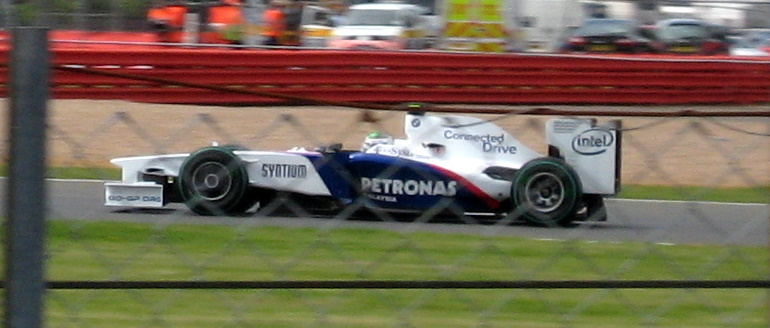
Heidfeld termine classé pour la consécutive

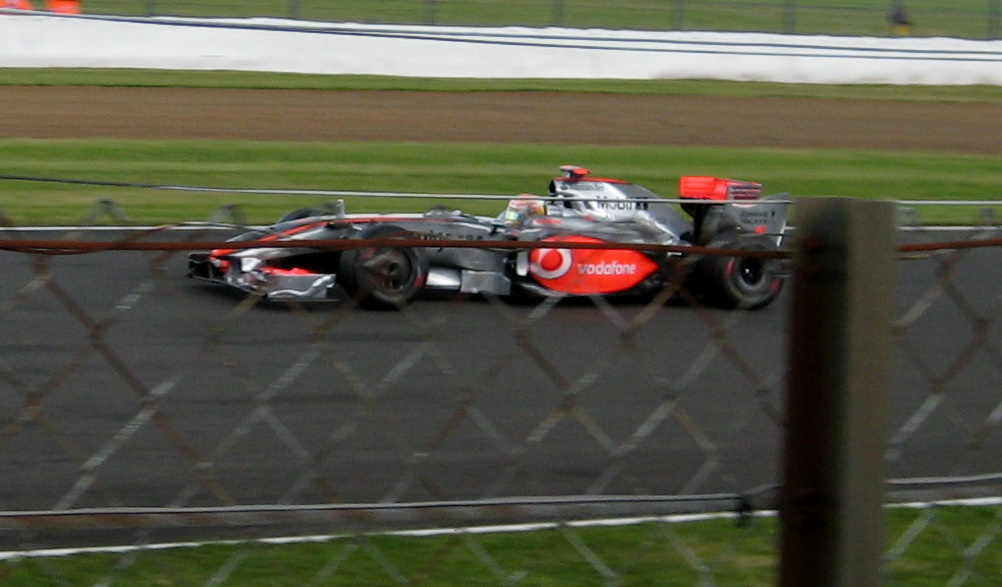
Hamilton ne termine que 16e de son Grand Prix national

Le départ de l'épreuve est donné sous un ciel très nuageux, un vent assez fort et une température fraîche de 16 °C qui gêne la montée en température des pneumatiques.
Adrian Sutil, victime d’une brutale sortie de route en qualification, est contraint de prendre le départ depuis la ligne des stands à bord d'une nouvelle monoplace. À l’extinction des feux, Sebastian Vettel profite de sa pole position pour conserver la tête de la meute. Dans son sillage, Rubens Barrichello résiste à Mark Webber, Kazuki Nakajima, Kimi Räikkönen, Nico Rosberg, Jarno Trulli et Felipe Massa. Jenson Button rate son envol et ne franchit le premier tour qu'en neuvième position tandis que Giancarlo Fisichella réussit un formidable départ et pointe en 11e position.
Après cinq tours, Vettel a déjà pris ses distances : il a plus de 5 secondes d'avance sur Barrichello qui demeure sous la menace directe de Webber. Nakajima, toujours quatrième, parvient à tenir tête à Räikkonen et Rosberg. Seul en tête, Vettel hausse régulièrement le rythme et augmente son avance d’une seconde au tour sur Barrichello et Webber.
Au 14e passage, Nakajima, toujours quatrième, ouvre le ballet des arrêts au stand. Räikkönen l’imite un tour plus tard, Rosberg, Trulli et Button s'arrêtent à l’entame du 18e tour, au Barrichello 19e, Webber au 20e.
Toujours en tête après 20 tours, Vettel compte plus de 30 secondes d'avance sur Massa quand il rentre aux stands. Il en ressort toujours leader avec près de vingt secondes d'avance sur le duo Webber-Barrichello, son coéquipier a en effet passé le Brésilien à la faveur des arrêts aux stands.
À mi-parcours, Vettel devance Webber de 20 secondes, Barrichello de 28 s, Rosberg de 30 s, Massa de 32 s, Trulli de 40 s, Räikkönen de 41 s, Button de 43 s, Nakajima de 45 s et Fisichella de 49 secondes. Si le dépassement de nombreux retardataires (Alonso, Hamilton et Piquet) lui coûte une poignée de secondes, Vettel reste hors de portée de son coéquipier alors que Barrichello, troisième, se trouve menacé par Rosberg.
En fond de peloton, Sébastien Bourdais et Heikki Kovalainen s'accrochent pour le gain de la 17e place et abandonnent tous deux peu après. À vingt tours du terme, Alonso est le premier à retourner ravitailler. Nakajima lui emboite le pas, de même que Räikkonen et Rosberg. À 14 tours du but, Vettel reprend les commandes de l'épreuve à Webber, leader pendant trois boucles avant de ravitailler. Barrichello reste sous la menace de Massa et Rosberg, loin devant Button esseulé en sixième position. Celui-ci revient pourtant sur leurs talons au fil des tours, fait la jonction mais ne pourra prétendre à les dépasser.
Les Red Bull signent leur deuxième doublé de la saison, Vettel s’imposant devant Webber. Sur la 3e marche du podium, Barrichello limite les pertes de Brawn alors que Massa décroche la 4e place devant Rosberg, Button, Trulli et Räikkönen.

### Classement de la course
| Pos | No | Pilote                | Écurie               | Tours | Temps/Abandon                      | Grille | Points |
| --- | -- | --------------------- | -------------------- | ----- | ---------------------------------- | ------ | ------ |
| 1   | 15 | Sebastian Vettel      | Red Bull-Renault     | 60    | 1 h 22 min 49 s 328 (223,386 km/h) | 1      | 10     |
| 2   | 14 | Mark Webber           | Red Bull-Renault     | 60    | + 15 s 188                         | 3      | 8      |
| 3   | 23 | Rubens Barrichello    | Brawn-Mercedes       | 60    | + 41 s 175                         | 2      | 6      |
| 4   | 3  | Felipe MassaSREC      | Ferrari              | 60    | + 45 s 043                         | 11     | 5      |
| 5   | 16 | Nico Rosberg          | Williams-Toyota      | 60    | + 45 s 915                         | 7      | 4      |
| 6   | 22 | Jenson Button         | Brawn-Mercedes       | 60    | + 46 s 285                         | 6      | 3      |
| 7   | 9  | Jarno Trulli          | Toyota               | 60    | + 1 min 08 s 307                   | 4      | 2      |
| 8   | 4  | Kimi RäikkönenSREC    | Ferrari              | 60    | + 1 min 09 s 622                   | 9      | 1      |
| 9   | 10 | Timo Glock            | Toyota               | 60    | + 1 min 09 s 823                   | 8      |        |
| 10  | 21 | Giancarlo Fisichella  | Force India-Mercedes | 60    | + 1 min 11 s 522                   | 16     |        |
| 11  | 17 | Kazuki Nakajima       | Williams-Toyota      | 60    | + 1 min 14 s 023                   | 5      |        |
| 12  | 8  | Nelsinho Piquet       | Renault              | 59    | + 1 tour                           | 14     |        |
| 13  | 5  | Robert Kubica         | BMW Sauber           | 59    | + 1 tour                           | 12     |        |
| 14  | 7  | Fernando Alonso       | Renault              | 59    | + 1 tour                           | 10     |        |
| 15  | 6  | Nick Heidfeld         | BMW Sauber           | 59    | + 1 tour                           | 15     |        |
| 16  | 1  | Lewis Hamilton        | McLaren-Mercedes     | 59    | + 1 tour                           | 19     |        |
| 17  | 20 | Adrian Sutil          | Force India-Mercedes | 59    | + 1 tour                           | 18     |        |
| 18  | 12 | Sébastien Buemi       | Toro Rosso-Ferrari   | 59    | + 1 tour                           | 20     |        |
| Abd | 11 | Sébastien Bourdais    | Toro Rosso-Ferrari   | 37    | Pression d'eau                     | 17     |        |
| Abd | 2  | Heikki KovalainenSREC | McLaren-Mercedes     | 36    | Tenue de route après collision     | 13     |        |

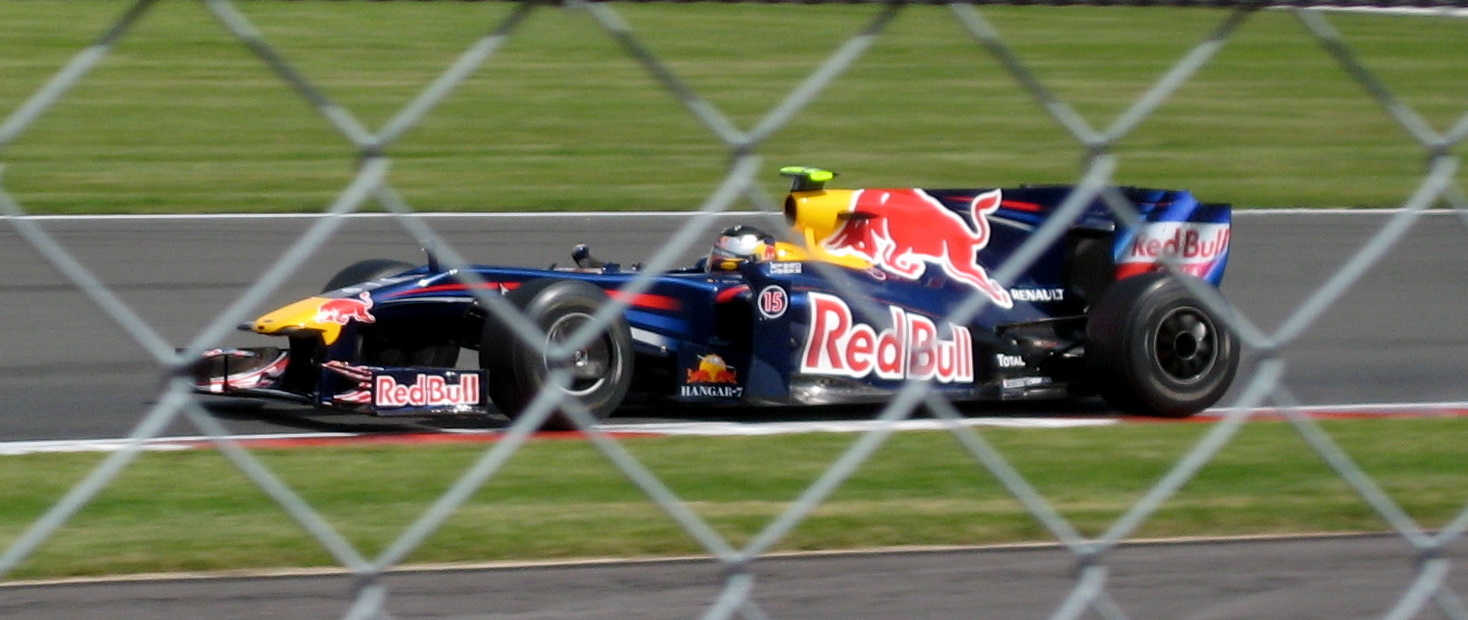
Sebastian Vettel signe à Silverstone le premier hat-trick de sa carrière

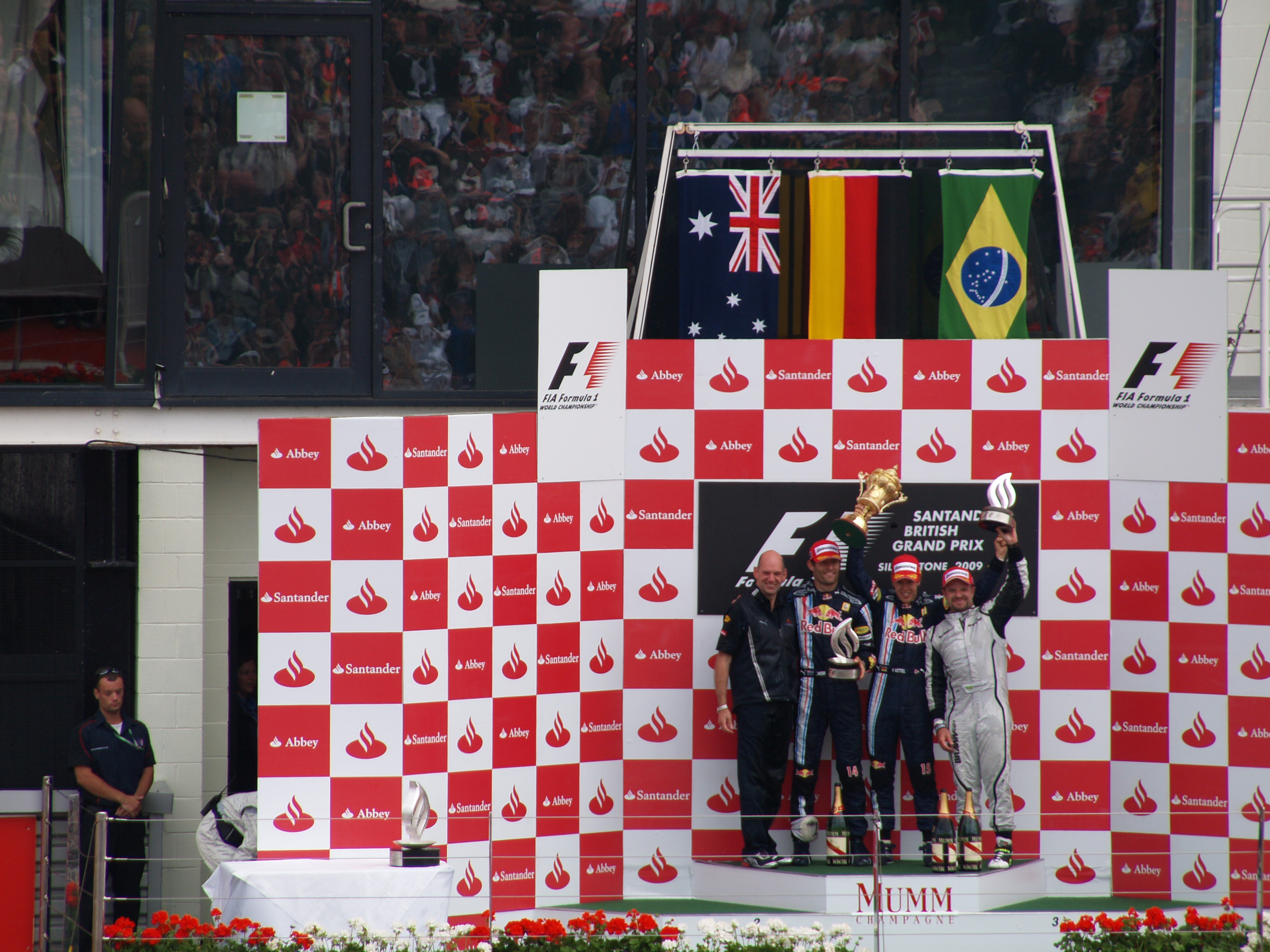
Le podium de Silverstone

- Les pilotes prenant part au Grand Prix avec le SREC sont signalés par la mention SREC.

### Pole position et record du tour
- Pole position :  Sebastian Vettel (Red Bull-Renault) en 1 min 19 s 509 (232,774 km/h). Le meilleur temps des qualifications a également été réalisé par Sebastian Vettel, lors de la Q2, en 1 min 18 s 119.
- Meilleur tour en course :  Sebastian Vettel (Red Bull-Renault) en 1 min 20 s 735 (229,239 km/h) au seizième tour.

### Tours en tête
- Sebastian Vettel (Red Bull-Renault) : 57 tours (1-44 / 48-60)
- Mark Webber (Red Bull-Renault) : 3 tours (45-47)

## Classements généraux à l'issue de la course
| Pos | Pilote             | Écurie             | Points |
| --- | ------------------ | ------------------ | ------ |
| 1   | Jenson Button      | Brawn-Mercedes     | 64     |
| 2   | Rubens Barrichello | Brawn-Mercedes     | 41     |
| 3   | Sebastian Vettel   | Red Bull-Renault   | 39     |
| 4   | Mark Webber        | Red Bull-Renault   | 35,5   |
| 5   | Jarno Trulli       | Toyota             | 21,5   |
| 6   | Felipe Massa       | Ferrari            | 16     |
| 7   | Nico Rosberg       | Williams-Toyota    | 15,5   |
| 8   | Timo Glock         | Toyota             | 13     |
| 9   | Fernando Alonso    | Renault            | 11     |
| 10  | Kimi Räikkönen     | Ferrari            | 10     |
| 11  | Lewis Hamilton     | McLaren-Mercedes   | 9      |
| 12  | Nick Heidfeld      | BMW Sauber         | 6      |
| 13  | Heikki Kovalainen  | McLaren-Mercedes   | 4      |
| 14  | Sébastien Buemi    | Toro Rosso-Ferrari | 3      |
| 15  | Robert Kubica      | BMW Sauber         | 2      |
| 16  | Sébastien Bourdais | Toro Rosso-Ferrari | 2      |

| Pos | Écurie             | Points |
| --- | ------------------ | ------ |
| 1   | Brawn-Mercedes     | 105    |
| 2   | Red Bull-Renault   | 74,5   |
| 3   | Toyota             | 34,5   |
| 4   | Ferrari            | 26     |
| 5   | Williams-Toyota    | 15,5   |
| 6   | McLaren-Mercedes   | 13     |
| 7   | Renault            | 11     |
| 8   | BMW Sauber         | 8      |
| 9   | Toro Rosso-Ferrari | 5      |

## Statistiques
- 4e pole position de sa carrière pour Sebastian Vettel.
- 3e pole position pour l'écurie Red Bull Racing.
- 3e victoire de sa carrière pour Sebastian Vettel.
- 1er meilleur tour en course de sa carrière pour Sebastian Vettel.
- 1er hat-trick de sa carrière pour Sebastian Vettel.
- 2e victoire pour l'écurie Red Bull Racing.
- 2e doublé pour l'écurie Red Bull Racing grâce à Sebastian Vettel et Mark Webber.
- 1er meilleur tour en course pour l'écurie Red Bull Racing.
- 117e victoire pour Renault en tant que motoriste.
- 36e arrivée consécutive parmi les pilotes classés et 28e arrivée consécutive en recevant le drapeau à damier pour Nick Heidfeld qui établit deux nouveaux records.
- Jenson Button est le seul pilote à avoir inscrit des points à l'occasion de tous les Grands Prix depuis le début de la saison.
- BMW Sauber, qui avait poussé à l'adoption du SREC, annonce sa décision d'arrêter ses études de développement du système et son abandon immédiat et jusqu'à la fin de la saison.
- Chez McLaren, seul Heikki Kovalainen a utilisé le SREC ; l'écurie souhaitait comparer les performances de sa monoplace avec et sans ce système afin d'envisager son maintien ou son abandon pour le restant de la saison.